# Ilha do Príncipe

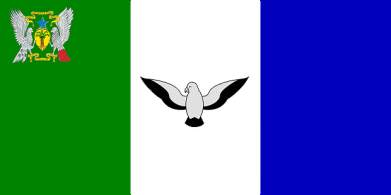
Bandeira do Príncipe.

A Ilha do Príncipe é a segunda maior ilha do arquipélago de São Tomé e Príncipe, que é constituído por duas ilhas principais, ambas pertencentes à linha vulcânica dos Camarões. Administrativamente, esta ilha constitui, desde 29 de abril de 1995, uma região autónoma, formada pelo distrito de Pagué. A ilha tem uma área de 142 km² e uma população estimada, em 2006, de 6 737 habitantes. A capital é Santo António.
Com 31 milhões de anos, Príncipe é a primeira reserva mundial da Biosfera pela Unesco do arquipélago são-tomense, e passou a ser a primeira reserva africana a integrar a rede mundial da biosfera costeira.

## História
A ilha foi descoberta por navegadores portugueses em 17 de janeiro de 1471, que a denominaram como "Ilha de Santo Antão".
Visando a incentivar o seu povoamento, em 1502 tornou-se uma donataria, denominada como "Ilha do Príncipe", sendo-lhe introduzida a cultura da cana-de-açúcar. Fora nomeada ilha do Príncipe por D. João II de Portugal. O rei tanto adorava o seu único filho e herdeiro príncipe Afonso que, em sua homenagem, designou como "Príncipe" a ilha mais pequena do arquipélago de São Tomé e Príncipe.
Em 1573 a donataria reverteu à posse da Coroa Portuguesa.
No contexto da Dinastia Filipina foi invadida e ocupada por corsários neerlandeses de agosto a outubro de 1598, e novamente em 1600. Nesse ano, com o objetivo de incentivar o seu povoamento e defesa, a Ilha do Príncipe recebe Carta de Foral.
Nesse período, chegam ao arquipélago diversos governadores e capitães-mor:
- 1601 – Vasco de Carvalho de Sousa
- 1604 – Rui de Sousa de Alarcão
- 1609 – D. Fernão de Noronha

Posteriormente, após a conquista da Fortaleza de São Jorge da Mina pelos neerlandeses (1637), no contexto da Restauração Portuguesa (1640), estes conquistam o arquipélago de São Tomé e Príncipe de 1641 a 1644, passando a controlar o seu comércio de escravos até serem expulsos pelos portugueses em 1648.
Com o estabelecimento de uma alfândega na Ilha do Príncipe, em 1695, dá-se início à construção da Fortaleza de Santo António da Ponta da Mina.
Em 1719 a cidade de Santo António e a fortaleza foram atacadas e incendiadas pelo pirata inglês Bartholomew Roberts, também conhecido como "John Roberts" e "Black Bart", em represália pela morte do seu capitão, Howell Davis.
Em 1753 a Ilha do Príncipe e a de São Tomé são unidas administrativamente, passando a constituir a colónia de São Tomé e Príncipe.
Em 1758 mil acadianos (Canadianos francófonos da Acádia) foram deportados. quando os britânicos a conquistaram.
No início do século XX o arquipélago tornou-se um expressivo produtor de café e de cacau. Após a independência do arquipélago (1975), em 29 de Abril de 1995 a ilha passou a constituir uma região autónoma, formada pelo distrito de Pagué.

## Geografia
A ilha do Príncipe situa-se a nordeste da Ilha de São Tomé a cerca de 140 km de distância, no Golfo da Guiné.
De origem vulcânica, com uma vegetação densa e clima equatorial, a ilha é muito acidentada, atingindo 948 metros no Pico do Príncipe, localizado no sul da ilha e que faz parte do Parque Natural Ôbo.
No interior da ilha existe uma floresta tropical densa, onde a flora é bastante diversificada. A ilha é também um santuário da vida selvagem, pois podem ser observadas muitas espécies raras de animais (especialmente aves).

## Lista de praias da Ilha do Príncipe
- Praia de Santa Rita
- Praia da Ribeira Izé
- Praia Pequena
- Praia Iõla
- Prainha
- Praia do Caixão
- Praia Formiga
- Praia de São Tomé
- Praia Seca
- Praia Grande
- Praia de Cabinda
- Praia do Boi
- Praia Periguito
- Praia Évora
- Praia do Inhame
- Praia das Bananas
- Praia das Burras

## Na cultura popular
Auto de Floripes é a maior festa da cultura da ilha do príncipe que é celebrado duas vezes por ano no mês da cultura «agosto» 15 de agosto é a data da primeira apresentação do ano, e a segunda é no domingo a seguir ao dia 15.